# Atelopus exiguus
Atelopus exiguus är en groddjursart som beskrevs av Oskar Boettger 1892. Atelopus exiguus ingår i släktet Atelopus och familjen paddor. IUCN kategoriserar arten globalt som akut hotad. Inga underarter finns listade.